# Súng ngắn Luger
Súng ngắn bán tự động Luger P08, tên gốc là Pistole Parabellum 1908 hoặc là Parabellum-Pistole (Pistol Parabellum) là loại súng ngắn thông dụng của quân đội Đức trong suốt hai cuộc Thế chiến thứ nhất và Thế chiến thứ hai.

## Lịch sử
Năm 1898, một chuyên gia vũ khí người Đức gốc Áo của tập đoàn vũ khí Deutsch Waffen und Munitionsfarbiken tên là George Johann Luger đã thiết kế ra Luger P08. Hai năm sau, nó được nhà máy quân sự Đức Deutsche Waffen und Munitionsfabriken (gọi tắt là DWM) sản xuất. Có thể nói, Luger P08 là một khẩu súng có thiết kế dựa theo khẩu súng ngắn Borchardt C-93 của nhà thiết kế vũ khí Hugo Borchardt. Khẩu Luger được quân đội Thụy Sĩ sử dụng đầu tiên vào tháng 5 năm 1900. Tuy là đất nước thiết kế và sản xuất, nhưng phải đến năm 1904 thì quân đội Đức mới dùng đến nó. Luger P08 sử dụng loại đạn 9x19mm Parabellum. Súng không chỉ được dùng bởi quân đội Đế quốc Đức, quân đội phát xít Đức mà còn được quân kháng chiến người Do Thái sử dụng như là vũ khí chính của họ.

## Trong hai cuộc thế chiến
Trong thời gian thế chiến thứ nhất bùng nổ thì Luger được trang bị gần như cho toàn bộ sĩ quan trong quân đội Đức. Nhưng khi thế chiến thứ hai diễn ra, khẩu Walther P38 được thiết kế nhằm thay thế cho khẩu súng lục này thì Luger chỉ còn được sử dụng bởi những vị sĩ quan có quân hàm cỡ thấp nhất là những trung tá trở lên. Nếu như có lính Đức sử dụng nó thì phần lớn đều là lính xung kích (lính tuyến đầu của quân đội Đức được trang bị súng tiểu liên MP-40 với súng ngắn Luger) hoặc lính phải lập công trạng lớn mới sở hữu được cho mình một khẩu P08. Chắc có lẽ vào lúc đó, số lượng súng Luger có hạn. Luger P08 có nhược điểm là nếu như để một hạt cát hoặc hạt đất rơi vào nòng hay vào bất cứ bộ phận nào của súng thì độ chính xác của súng sẽ bị giảm sút nghiêm trọng và làm cho khẩu súng bị kẹt, không bắn được. Thậm chí, có nhiều trường hợp sĩ quan Đức trong Chiến tranh thế giới thứ nhất còn bị giết chết oan chỉ vì khẩu Luger của họ dính bẩn và khi họ bóp cò, cả khẩu Luger phát nổ và giết chết họ. Chính vì thế, nên bao súng của các sĩ quan phải có khả năng che kín hết cả khẩu súng. Đây cũng là khẩu súng ngắn tiêu chuẩn của các sĩ quan và binh lính của quân đội Thụy Điển trong Thế chiến thứ hai.
Đối với các sĩ quan Mỹ, có khẩu Luger P08 trong tay không khác gì đang giữ một huy chương quý giá, nó quý giá đến nỗi người lính Đồng minh nào tham chiến trong thế chiến thứ hai cũng đều muốn đem về một khẩu như là chiến lợi phẩm. Luger cũng được quân đội Mỹ từ châu Âu gửi đến cho những quân đội Mỹ đang chiến đấu ở mặt trận châu Á - Thái Bình Dương như là một món quà. Trong thời gian chính phủ Mỹ cần chọn súng ngắn tốt cho quân sự và cảnh sát thì họ chỉ chọn Colt M1911 chứ không chọn Luger. Điều đặc biệt khác là Colt M1911 có thể thiết kế chế độ bắn liên thanh còn Luger thì không. Điều nguy hiểm của Luger là nó thường bị cướp cò, bởi vậy ai muốn dùng nó thì phải khóa chốt an toàn cẩn thận trước khi bỏ vào bao súng, nếu không may bị một viên đạn của Luger ghim vào thì sẽ chết ngay, không thể cứu vãn được.

## Các quốc gia sử dụng
- Algeria: Mua từ Nam Tư và Tiệp Khắc.[2]
- Úc: Thu được trong Chiến dịch Bắc Phi[6]
- Bolivia[7][8]
- Canada: Mua một số mẫu thử nghiệm.[9]
- Chile:  Mua một số mẫu thử nghiệm.[9]
- Tiệp Khắc:Được sử dụng bởi quân đội nước này sau khi tuyên bố độc lập vào năm 1919.[10]
- Trung Hoa Dân Quốc: Sử dụng bởi các lãnh chúa.[11]
- Đế quốc Đức[12]
- Thụy Sĩ
- Cộng hòa Weimar[12]
- Đức Quốc xã: Được Walther P38 thay thế nhưng vẫn được sử dụng bởi các sĩ quan.[12]
- Đế quốc Nhật Bản: Tịch thu những khẩu súng đã qua sử dụng từ lực lượng Đông Ấn Hà Lan trong Thế chiến 2.[13]
- Grenada[14][15]
- Đông Đức: Được dùng cho đến những năm 1960 bởi Volkspolizei và Stati.[12][16]
- Đế quốc Ottoman
- Thổ Nhĩ Kỳ
- Iran
- Mexico
- Phần Lan[17][18][19]
- Thái Lan
- Liên Xô: Tịch thu được nhưng chỉ cất trong các kho quân sự và viện trợ cho các Đồng Minh xã hội chủ nghĩa
- Vương quốc Bulgaria:[20]Ba loại súng ngắn đã được mua từ hãng DWM gồm: Obrazetz 1903 cỡ 7,65mm (Mẫu cũ), chỉ được đặt với số lượng nhỏ trong giai đoạn 1903–1904, có tay nắm khớp gập cắt lõm đặc trưng và nòng dài 4,75 inch; Obrazetz 1908 cỡ 7,65mm (Mẫu mới), được cung cấp từ năm 1908 đến 1909, với khớp gập phẳng khía caro và khoảng 1.500 khẩu được đặt hàng; cuối cùng là Obrazetz 1911 cỡ 9mm, có nòng dài 3,9 inch, gần giống mẫu Pistole 08 của Đức nhưng không có khóa an toàn tay cầm và gờ gắn báng, thay vào đó có vòng treo dây đeo ở bên trái chuôi, với khoảng 10.000 khẩu được đặt hàng. Sau Chiến tranh Balkan lần thứ hai, nhiều khẩu Luger 7,65mm đã được thay nòng sang cỡ 9mm.[21][22]
- Brazil[23][24][25][26]
- Na Uy: Được dùng từ năm 1945 và loại bỏ dần vào năm 1987
- Pháp: Pháp chiếm đóng và kiểm soát nhà máy Mauser từ năm 1945-1946, nhà máy Mauser đã sản xuất khoảng 4.000 khẩu Luger để cung cấp cho Pháp.[7]
- Hà Lan: Đã sản xuất súng lục Luger vào năm 1912 để cùng cấp cho lực lượng Đông Ấn Hà Lan.
- Áo: Nhận những khẩu Luger từ nhà máy Mauser do Pháp kiểm soát vào năm 1945.[7]
- Indonesia: Gần 14 000 súng lục Luger đã ở Indonesia trước khi Nhật Bản chiếm đóng Đông Ấn Hà Lan, nên được sử dụng rộng rãi trong Cách mạng Quốc gia Indonesia.[27]
- Bồ Đào Nha
- Thụy Điển
- Lào
- Việt Nam Dân chủ Cộng hòa (dùng trong Chiến tranh Đông Dương)
- Cộng hòa Miền Nam Việt Nam (dùng trong Chiến tranh Việt Nam)
- Việt Nam